# Asfalt (album)
Asfalt este albumul de debut al formației Luna Amară din Cluj-Napoca. Materialul a fost lansat în data de 2 august 2004 sub egida caselor de discuri Roton și Rebel Music, fiind distribuit în formatele CD și casetă audio. Conține 15 piese imprimate în perioada 2001–2003, între care două sunt înregistrări acustice dintr-un concert la Art Jazz Club din București. Restul melodiilor au fost trase și mixate în diverse studiouri, fiind apoi masterizate în cel al formației Vița de Vie – VdV Music.
„Formația Luna Amară este unul dintre puținele exemple pozitive (pe plan național) din ramura unde activează. În plină ascensiune la momentul apariției primului album, considerată de o bună parte a publicului și a presei drept un solid reper al rock-ului românesc alternativ & grunge, trupa tinde să se impună în postura de lider de opinie a generației sale. «Asfalt» este o veritabilă oglindă a ceea ce cântă și reprezintă formația în 2004 (anul lansării albumului). Faptul de a evolua «la zi» din punct de vedere artistic, de a lua poziție în probleme socio-politice și în general de a avea/promova o (anumită) atitudine este un atu «bine jucat» de cei în cauză.”—Mihai Plămădeală, Muzici și Faze, 20 septembrie 2004
Albumul este reeditat în 2019 sub formă de CD, prin intermediul Roton, cu ocazia aniversării a 15 ani de la lansarea inițială. Cu acest prilej, formația întreprinde un turneu național în cadrul căruia, pe 22 noiembrie, concertează la Cluj, orașul de origine.
„Fiind rezultatul muncii grele a cinci oameni, fiecare cu un caracter total diferit, acest album din anul 2004 a apărut într-o vreme când muzica alternativă era, cât de cât, difuzată pe canalele mainstream. Videoclipurile pentru «Gri dorian», «Ego nr. 4» și «Roșu aprins», live-urile din Vama Veche și de la emisiunea lui Andrei Gheorghe au crescut notorietatea trupei clujene. Talentul, popularitatea, activismul sunt trei dintre factorii care au contribuit la păstrarea renumelui formației, iar acum, 15 ani de la lansarea primul material discografic, a venit vremea aniversării acestuia în orașul în care Luna Amară s-a născut.”—Andrei Prună, Maximum Rock, 24 noiembrie 2019

## Piese
1. Gri dorian (4:41)
2. Oraș (4:52)
3. Asfalt (4:29)
4. Ego nr. 4 (5:46)
5. Roșu aprins (4:47)
6. Your Garden (4:07)
7. Mara (acustic) (5:19)
8. Dizident (3:50)
9. Antidot (3:04)
10. Folclor (4:52)
11. Simplify My Spider (4:05)
12. Stare de grație (4:52)
13. Tanagra Noise (4:37)
14. Unfed (3:32)
15. Ciudat (acustic) (6:25)

## Personal
Componența formației:
- Mihnea Blidariu – vocal, chitară, trompetă, claviaturi la piesa „Gri dorian”
- Nick Făgădar – vocal, chitară
- Petru Gavrilă – chitară
- Sorin Moraru – chitară bas
- Răzvan Ristea – baterie

Au colaborat:
- Kovács András – claviaturi la piesa „Roșu aprins”
- Gheorghe Fărcaș – chitară bas la piesa „Roșu aprins”
- Sandy Deac – țambal la piesa „Folclor”
- Mihai Barbul – violoncel la piesa „Stare de grație”

Detalii tehnice:
- Înregistrări muzicale efectuate la studioul Stream/Glas Transilvan din Cluj-Napoca (2003), cu excepția pieselor: „Gri dorian” și „Folclor” – Digital Dark Vision (2002), „Roșu aprins” – Pink Studio (2001), „Mara” și „Ciudat” – înregistrări live la Art Jazz Club din București, procesate la Ultrasound (2003).
- Mixaje: Oliver Vegh, László Kovács, Florin Dorca, Ovidiu Buhățel, Raoul Chiorean, Albert Mihăițeanu. Masterizare: Sorin „Pupe” Tănase (VdV Music).
- Grafică: Marius Rușanovschi. Fotografii: Claudiu Ciortan.